# Canton Nidvaldo

Logo

Il Canton Nidvaldo (de.: Nidwalden; fr.: Nidwald; rm.: Sutsilvania) è un cantone della Svizzera. La capitale è Stans.
Dal 1291 al 1789 e dal 1803 al 1999 fu un semicantone della Confederazione con il nome di "Unterwalden nid dem Wald" (it.: Untervaldo Sottoselva; fr.: Unterwald-le-Bas). Il nome Nidvaldo, in uso da tempo, è divenuto ufficiale solo con la Costituzione federale del 1999, che peraltro, pur attribuendo a Nidvaldo soltanto un seggio al Consiglio degli Stati e mezzo voto cantonale nelle votazioni popolari, non lo qualifica come "semicantone".
Tra il 1789 (anno dell'invasione francese della Vecchia Confederazione Svizzera e della creazione della Repubblica Elvetica) e il 1803 (anno in cui la Svizzera tornò ad essere uno Stato confederale tramite l'Atto di Mediazione), il territorio di Nidvaldo formò, con il territorio di Engelberg, il Distretto di Stans nel Canton Waldstätten.

## Geografia fisica
Il Canton Nidvaldo è situato nel centro della Svizzera. A nord è limitato dal Lago dei Quattro Cantoni, in tutte le altre direzioni da catene montuose.
Il territorio del cantone confina con il Canton Lucerna (distretto di Lucerna) e il Canton Svitto (distretti di Gersau e di Svitto) a nord, con il Canton Uri a est, con il Canton Obvaldo a sud e a ovest e con il Canton Berna (distretto di Oberhasli) a sud.
Il cantone è interessato dalle Alpi Urane e dalle Prealpi di Lucerna e di Untervaldo.

## Storia
Nel 1291 le genti del Canton Nidvaldo (assieme al Canton Obvaldo) si unirono al Canton Uri e al Canton Svitto per formare un'alleanza. A quell'epoca non esisteva uno Stato, ma verso la fine del XIV secolo vennero stabilite le prime forme di governo. Queste comprendevano assemblee istituzionalizzate e corti. Nel XIV e XV secolo le genti di Nidvaldo si unirono a quelle di Obvaldo per discutere questioni importanti, ma i due cantoni non furono mai realmente una singola entità. Ad esempio, Obvaldo non partecipò all'annessione delle zone di Bellinzona, Riviera e Blenio (oggi situate nel Canton Ticino).
Attorno al 1500 molte persone del Canton Obvaldo lavoravano come soldati mercenari. Molti di questi soldati in seguito emigrarono. Una destinazione popolare era l'Alsazia. Questo aiutò a diminuire la pressione di una popolazione crescente. Dopo aver rigettato la nuova costituzione di Napoleone (le idee della Rivoluzione francese non erano popolari in un'area agricola come quella del cantone), il Canton Nidvaldo fu attaccato dalle truppe francesi il 9 settembre 1798. Nel saccheggio almeno 400 persone furono uccise. Dopo la fine del dominio napoleonico, nel 1814, la maggior parte dei cambiamenti venne annullata. Solo nel 1877 il Canton Nidvaldo introdusse una nuova costituzione. Le assemblee pubbliche (Landsgemeinde) furono abolite nel 1997.

## Politica
All'interno della Confederazione Elvetica il Canton Nidvaldo è un semicantone; ciò gli conferisce tutti i diritti e i doveri di un cantone ordinario, con l'eccezione che il cantone può inviare solo un deputato al Consiglio degli Stati. Il parlamento locale ha 60 seggi.

## Economia
Fino al XX secolo il Canton Nidvaldo fu dominato dall'agricoltura. Bestiame e formaggio venivano esportati, principalmente nell'Italia settentrionale.
A partire dalla metà del XIX secolo commercio, industria e turismo presero piede. Cionondimeno, fino alla metà del XX secolo, l'agricoltura rimaneva preponderante. Oggi un gran numero di piccole e medie imprese dominano l'economia. Un grosso fornitore di lavoro è il costruttore di aeroplani Pilatus. Queste imprese lavorano in un'ampia gamma di settori. Molte sono specializzate nella costruzione di macchinari, attrezzature mediche, ottica ed elettronica.
Le aree tradizionali come silvicoltura e agricoltura sono ancora importanti. L'agricoltura è specializzata nell'allevamento di bestiame per la produzione casearia e della carne. Le fattorie sono di solito a conduzione familiare.

### Turismo
Grazie alla sua conformazione montuosa, il turismo riveste un ruolo importante nel Canton Nidvaldo. I laghi e le montagne attraggono molti turisti, sia durante la stagione invernale che in quella estiva. I principali luoghi di villeggiatura comprendono Klewenalp, Stanserhorn (montagna), il ghiacciaio del Titlis, la regione attorno a Bannalp e Bürgenstock.

## Cultura
La tradizionale cultura di Nidvaldo è stata mantenuta viva da diverse organizzazioni locali che preservano la musica tradizionale, lo jodel, la danza e il teatro. Ai festival tradizionali si affiancano eventi culturali come concerti e mostre.

## Società

### Evoluzione demografica
| %     | Ripartizione linguistica (gruppi principali) |
| ----- | -------------------------------------------- |
| 92,5% | madrelingua tedesca                          |
| 1,4%  | madrelingua italiana                         |
| 1,2%  | madrelingua serbo-croata                     |

| 1880 | 11 979 | 11 869 (99,07%) | 98 (0,82%)    | 23 (0,19%)  | 1 (<0,01%) |
| 1900 | 13 070 | 12 748 (97,54%) | 285 (2,18%)   | 23 (0,18%)  | 9 (0,07%)  |
| 1950 | 19 389 | 18 920 (97,58%) | 285 (1,47%)   | 115 (0,59%) | 48 (0,25%) |
| 1970 | 25 634 | 23 547 (91,86%) | 1 241 (4,84%) | 138 (0,54%) | 62 (0,24%) |
| 2000 | 37 235 | 34 458 (92,54%) | 533 (1,43%)   | 229 (0,62%) | 48 (0,13%) |

## Comuni
Il Canton Nidvaldo ha undici comuni: Beckenried, Buochs, Dallenwil, Emmetten, Ennetbürgen, Ennetmoos, Hergiswil, Oberdorf, Stans, Stansstad e Wolfenschiessen. La capitale è Stans.

### Divisioni
- 1850: Büren → Oberdorf, Wolfenschiessen